# Тетерешень (Румунія)
Тетерешень, Тетерешені (рум. Tătărășeni) — село у повіті Ботошані в Румунії. Входить до складу комуни Хавирна.
Село розташоване на відстані 405 км на північ від Бухареста, 35 км на північ від Ботошань, 121 км на північний захід від Ясс.

## Населення
За даними перепису населення 2002 року у селі проживали 938 осіб, усі — румуни. Усі жителі села рідною мовою назвали румунську.